# Alina Radu
Alina Radu (n. 24 august 1967, Chișinău, RSS Moldovenească, URSS) este o jurnalistă din Republica Moldova, directoare a publicației Ziarul de Gardă.
A studiat la Facultatea de Jurnalism și Științe ale Comunicării, Universitatea de Stat din Moldova.
Prima experiență în jurnalism o are în 1989 la emisiunea de știri „Mesager” de la TVM. Din 1994 lucrează la Catalan TV, din 1998 este reporter la GP FLUX, iar începând cu 2002 colaborează la IDIS „Viitorul”. În 2004 devine directoare la „Ziarul de Gardă”. În afară de jurnalismul scris, colaborează la turnarea unor documentare, precum În așteptare, Doctor SIDA acuză, Duși de vânt, Ilie.
Alina Radu este premiată cu Grand Prix la Festivalul TV din Kosice, Slovacia (1997) și premiul II la Festivalul TV din Timișoara, România. Ea a primit titlul de jurnalistul anului în Moldova în anul 2005, conform revistei de celebrități VIP Magazin. Tot în 2005, a fost nominalizată la Premiul Nobel pentru Pace; în acel an, încă două femei din Republica Moldova au fost nominalizate la Premiul Nobel. În 2009 a fost desemnată una din cei „Zece jurnaliști ai anului” de către Centrul pentru Jurnalism Independent. În 2013, IDIS „Viitorul” a conferit Alinei Radu „Premiul Libertății”, „pentru curaj, viziune și integritate în efortul de a aduce adevărul în casele oamenilor”.
Are doi copii.